# Victor Hănescu
Victor Hănescu (født 21. juli 1981 i Bukarest, Rumænien) er en rumænsk tennisspiller, der blev professionel i år 2000. Han har igennem sin karriere (pr. september 2010) vundet én single- og én doubletitel, og hans højeste placering på ATP's verdensrangliste er en 26. plads, som han opnåede i juli 2009.

## Grand Slam
Hănescus bedste Grand Slam-resultat i singlerækkerne er hans kvartfinaleplads i French Open i 2005. Her slog han undervejs blandt andet argentineren David Nalbandian, inden han i kvartfinalen måtte se sig besejret af schweizeren Roger Federer.